# 佳木斯市
佳木斯市简称佳，是中华人民共和国黑龙江省下辖的地级市，曾為中華民國合江省省會，位于黑龙江省东北部，是中国最东边的地级行政区。市境南界双鸭山市、七台河市，西接哈尔滨市、伊春市，西北隔松花江与鹤岗市接壤，东北隔黑龙江俄罗斯犹太自治州比罗比詹毗邻，东隔乌苏里江与俄罗斯哈巴罗夫斯克边疆区伯力相望。地处三江平原腹地，地势低平，多沼泽，松花江贯穿市区。市人民政府驻前进区。
佳木斯市是黑龙江省东北部地区的政治、经济、科技、教育、文化、卫生中心。2006年佳木斯市获得中国中央电视台的“年度中国最佳生态环境魅力城市”称号。是中国最早迎接太阳升起的地方，被称为“东方第一城”。

## 市名
佳木斯（穆麟德轉寫：Giyamusi）之稱起源於何時，沒有確切記載。
清朝康熙五十九年（1720年）《康熙皇輿全覽圖》上，今佳木斯地區上被與寫作「甲母克寺噶珊」（穆麟德轉寫：giyamuksy gašan）。 乾隆四十三年（1778年）出版的《盛京、吉林、黑龍江標註戰績圖》上，以滿漢文字稱「嘉木寺屯」。按滿語解釋，佳木斯爲驛丞，噶珊爲村，所以佳木斯爲「驛丞村」或「站官屯。」
此外，或说「佳木斯」为赫哲語，意爲「骨頭」或「屍體」；或说意为。

## 历史
據史書記載，佳木斯是松花江通往黑龍江江口的古驛道，這裡生活著滿族的先祖肅慎，以後又稱挹類人。
周朝属肃慎地。两汉、晋代属挹娄。南北朝时期属勿吉地。隋朝、唐朝属靺鞨。辽代属女真五大部族地，称五国部。金代置胡里改路，治今依兰县。元朝至元中析开元路置水达达路。明永乐七年（1409年）置奴儿干都司。
清雍正七年（1729年）设三姓副都統，治今依兰县，隶属吉林将军。光绪十四年（1888年）于今市区罝东兴镇。光绪三十二年（1906年）置依兰府，今市境属之。宣统二年（1910年）设桦川县，驻东兴镇。
中華民國元年（1912年），桦川县迁至悦来镇。1930年，东兴镇与佳木斯屯合并为佳木斯镇，属桦川县。伪满时期于1934年设立三江省，省政府驻佳木斯，桦川县迁驻佳木斯镇。1937年正式设立佳木斯市，属三江省。佳木斯成为省、市署驻地，东北十大新都市之一。
1945年8月，八月風暴行動开始。8月17日，苏军遠東第2方面軍第15集团军部队占领佳木斯市:27。1945年10月下旬，中共政权在佳木斯市成立三江地区行政公署。11月撤销三江地区，新设合江省。第二次国共内战期间，成为中共政权对抗國民政府的后方根据地，称之为“东北的小延安”。

1947年起，佳木斯市在法理上成為國民政府设置的合江省省會。

1947年，國民政府公布《东北新省区方案》，设合江省，省会驻佳木斯市。1949年，中共政权撤销合江省，并入松江省。1954年8月，松江省并入黑龙江省，佳木斯为省辖市。
1984年12月15日，中国国务院批准国函[1984]178号，撤销合江地区，其所属桦南、集贤、宝清、富锦、依兰、汤原、桦川、萝北、绥滨、饶河、同江、抚远、友谊13县划归佳木斯市，地市合并。
1987年，撤销同江县，改设同江市；将集贤县划归双鸭山市；将萝北、绥滨两县划归鹤岗市。1988年，撤销富锦县，改设富锦市。1991年，将宝清、友谊两县划归双鸭山市；将依兰县划归哈尔滨市。1993年将饶河县划归双鸭山市。2006年7月，撤销永红区，并入佳木斯市郊区。2016年1月，撤销抚远县，设立抚远市。

## 地理
佳木斯市东邻双鸭山市，南接牡丹江、七台河、鸡西市，西依哈尔滨、伊春市，北邻鹤岗市。
佳木斯属中温带大陆性季风气候，冬严长干燥，春季大风易旱，夏季温热多雨，秋凉爽。1月平均气温−18.5℃，7月平均气温22.5℃。全年均温3.62℃，降水一般在500毫米以上。3月底土壤开始解冻，11月中旬大地开始封冻。无霜期为130天。
| 佳木斯市气象数据（1971年至2000年） | 佳木斯市气象数据（1971年至2000年） | 佳木斯市气象数据（1971年至2000年） | 佳木斯市气象数据（1971年至2000年） | 佳木斯市气象数据（1971年至2000年） | 佳木斯市气象数据（1971年至2000年） | 佳木斯市气象数据（1971年至2000年） | 佳木斯市气象数据（1971年至2000年） | 佳木斯市气象数据（1971年至2000年） | 佳木斯市气象数据（1971年至2000年） | 佳木斯市气象数据（1971年至2000年） | 佳木斯市气象数据（1971年至2000年） | 佳木斯市气象数据（1971年至2000年） | 佳木斯市气象数据（1971年至2000年） |
| 月份                               | 1月                                | 2月                                | 3月                                | 4月                                | 5月                                | 6月                                | 7月                                | 8月                                | 9月                                | 10月                               | 11月                               | 12月                               | 全年                               |
| ---------------------------------- | ---------------------------------- | ---------------------------------- | ---------------------------------- | ---------------------------------- | ---------------------------------- | ---------------------------------- | ---------------------------------- | ---------------------------------- | ---------------------------------- | ---------------------------------- | ---------------------------------- | ---------------------------------- | ---------------------------------- |
| 历史最高温 °C（°F）                | 1.8 (35.2)                         | 9.8 (49.6)                         | 20.2 (68.4)                        | 29.2 (84.6)                        | 33.5 (92.3)                        | 35.4 (95.7)                        | 38.8 (101.8)                       | 35.8 (96.4)                        | 30.8 (87.4)                        | 26.1 (79.0)                        | 15.1 (59.2)                        | 5.0 (41.0)                         | 38.8 (101.8)                       |
| 平均高温 °C（°F）                  | −12.7 (9.1)                        | −7.3 (18.9)                        | 1.5 (34.7)                         | 12.7 (54.9)                        | 20.4 (68.7)                        | 25.0 (77.0)                        | 27.6 (81.7)                        | 25.8 (78.4)                        | 20.1 (68.2)                        | 11.2 (52.2)                        | −0.8 (30.6)                        | −10.5 (13.1)                       | 9.4 (49.0)                         |
| 日均气温 °C（°F）                  | −18.5 (−1.3)                       | −13.9 (7.0)                        | −4.3 (24.3)                        | 6.2 (43.2)                         | 13.9 (57.0)                        | 19.3 (66.7)                        | 22.5 (72.5)                        | 20.5 (68.9)                        | 14.0 (57.2)                        | 5.3 (41.5)                         | −6.0 (21.2)                        | −15.6 (3.9)                        | 3.6 (38.5)                         |
| 平均低温 °C（°F）                  | −24.0 (−11.2)                      | −20.2 (−4.4)                       | −10.7 (12.7)                       | −0.2 (31.6)                        | 7.2 (45.0)                         | 13.9 (57.0)                        | 17.7 (63.9)                        | 15.8 (60.4)                        | 8.3 (46.9)                         | −0.2 (31.6)                        | −10.8 (12.6)                       | −20.4 (−4.7)                       | −2.0 (28.5)                        |
| 历史最低温 °C（°F）                | −39.5 (−39.1)                      | −35.2 (−31.4)                      | −35.2 (−31.4)                      | −11.9 (10.6)                       | −6.0 (21.2)                        | 3.8 (38.8)                         | 8.7 (47.7)                         | 5.4 (41.7)                         | −3.2 (26.2)                        | −17.0 (1.4)                        | −28.4 (−19.1)                      | −34.5 (−30.1)                      | −39.5 (−39.1)                      |
| 平均降水量 mm（）                  | 3.7 (0.15)                         | 5.0 (0.20)                         | 9.4 (0.37)                         | 21.1 (0.83)                        | 46.3 (1.82)                        | 91.4 (3.60)                        | 104.0 (4.09)                       | 122.2 (4.81)                       | 61.4 (2.42)                        | 33.6 (1.32)                        | 10.0 (0.39)                        | 8.4 (0.33)                         | 516.5 (20.33)                      |
| 平均降水天数（≥ 0.1 mm）           | 5.8                                | 5.1                                | 5.7                                | 7.7                                | 11.3                               | 13.4                               | 12.7                               | 13.8                               | 11.1                               | 8.7                                | 5.8                                | 7.2                                | 108.3                              |
| 来源：中国天气网                   |                                    |                                    |                                    |                                    |                                    |                                    |                                    |                                    |                                    |                                    |                                    |                                    |                                    |

## 政治

### 现任领导
| 机构     | · 中国共产党 · 佳木斯市委员会 | 佳木斯市人民代表大会 常务委员会 | 佳木斯市人民政府   | · 中国人民政治协商会议 · 佳木斯市委员会 |
| 职务     | 书记                          | 主任                            | 市长               | 主席                                    |
| -------- | ----------------------------- | ------------------------------- | ------------------ | --------------------------------------- |
| 姓名     | 丛丽（女）                    | 宫秀丽                          | 王铁               | 高志军                                  |
| 民族     | 汉族                          | 汉族                            | 汉族               | 汉族                                    |
| 籍贯     | 黑龙江省伊春市                | 山东省青岛市即墨区              | 山东省肥城市       | 黑龙江省勃利县                          |
| 出生日期 | 1970年7月（55歲）             | 1966年9月（58歲）               | 1975年10月（49歲） | 1966年2月（59歲）                       |
| 就任日期 | 2023年3月                     | 2022年1月                       | 2023年4月          | 2022年1月                               |

### 行政区划
佳木斯市现辖4个市辖区、3个县，代管3个县级市。
- 市辖区：向阳区、前进区、东风区、郊区
- 县级市：同江市、富锦市、抚远市
- 县：桦南县、桦川县、汤原县

此外，随着中俄国界东段界桩确定，抚远三角洲开发建设管理委员会于2008年10月设立，为佳木斯市政府的派出机构，对黑瞎子岛171平方公里领土行使行政和民事管辖权，对抚远三角洲开发建设实行统一管理。

## 人口
2022年佳木斯市户籍总人口为225.6万人，比上年末减少2.3万人。
根据2020年第七次全国人口普查，全市常住人口为2,156,505人。同第六次全国人口普查的2,552,097人相比，十年共减少了395,592人，下降15.5%，年平均增长率为-1.67%。其中，男性人口为1,079,952人，占总人口的50.08%；女性人口为1,076,553人，占总人口的49.92%。总人口性别比（以女性为100）为100.32。0－14岁的人口为228,293人，占总人口的10.59%；15－59岁的人口为1,426,896人，占总人口的66.17%；60岁及以上的人口为501,316人，占总人口的23.25%，其中65岁及以上的人口为336,148人，占总人口的15.59%。居住在城镇的人口为1,405,396人，占总人口的65.17%；居住在乡村的人口为751,109人，占总人口的34.83%。

### 民族
全市常住人口中，汉族人口为2,098,374人，占97.3%；各少数民族人口为58,131人，占2.7%。与2010年第六次全国人口普查相比，汉族人口减少386,492人，下降15.55%，占总人口比例下降0.06个百分点；各少数民族人口减少9,100人，下降13.54%，占总人口比例增加0.06个百分点。其中，满族人口减少4,542人，下降13.97%，占总人口比例增加0.02个百分点；朝鲜族人口减少6,093人，下降24.5%，占总人口比例下降0.1个百分点；回族人口减少394人，下降9.51%，占总人口比例增加0.01个百分点；蒙古族人口增加606人，增长24.93%，占总人口比例增加0.05个百分点；赫哲族人口增加321人，增长13.97%，占总人口比例增加0.03个百分点。
| 民族名称                | 汉族      | 满族   | 朝鲜族 | 回族  | 蒙古族 | 赫哲族 | 达斡尔族 | 土家族 | 苗族 | 壮族 | 其他民族 |
| ----------------------- | --------- | ------ | ------ | ----- | ------ | ------ | -------- | ------ | ---- | ---- | -------- |
| 人口数                  | 2,098,374 | 27,966 | 18,781 | 3,749 | 3,037  | 2,619  | 238      | 212    | 209  | 191  | 1,129    |
| 占总人口比例（%）       | 97.30     | 1.30   | 0.87   | 0.17  | 0.14   | 0.12   | 0.01     | 0.01   | 0.01 | 0.01 | 0.05     |
| 占少数民族人口比例（%） | －        | 48.11  | 32.31  | 6.45  | 5.22   | 4.51   | 0.41     | 0.36   | 0.36 | 0.33 | 1.94     |

## 交通
佳木斯市交通便利，铁路、公路、水路、航空较为发达，是黑龙江省东部地区的交通枢纽。

### 铁路
境内有图佳铁路、佳富铁路、前抚铁路、哈佳铁路、绥佳铁路，五条铁路干线通往全国各地。

### 公路

#### 国道
102国道、 201国道、 221国道过境。

#### 高速公路
鹤大高速（鹤岗-大连）、 哈同高速（哈尔滨-同江）、 建黑高速（建三江-黑瞎子岛）在境内相交，高速公路发达。

### 水路
“江海联运”沿松花江、黑龙江下行经鞑靼海峡可达俄罗斯、日本、朝鲜、韩国等国家及太平洋沿岸国家地区。

### 民航
佳木斯东郊机场

#### 国内航线
| 航空公司     | 目的地                       |
| ------------ | ---------------------------- |
| 中国国际航空 | 北京-首都                    |
| 山东航空     | 青岛、济南、沈阳、南京、烟台 |
| 海南航空     | 北京-首都                    |
| 中国南方航空 | 大连、广州                   |
| 中国东方航空 | 济南、上海-浦东、烟台、杭州  |

#### 国际航线
| 航空公司 | 目的地    |
| -------- | --------- |
| 济州航空 | 首尔-仁川 |

### 公交
| 线路编码 | 始发站       | 终点站           |
| -------- | ------------ | ---------------- |
| 1路      | 亚麻厂       | 新玛特           |
| 2路      | 珍珠岩厂     | 万达广场         |
| 3路      | 火车站南广场 | 水岸万家         |
| 4路      | 烟草中心     | 传染病医院       |
| 5路      | 长安桥       | 佳南医院         |
| 5路      | 长安桥       | 佳南农场         |
| 6路      | 外滩公园     | 四丰小镇         |
| 7路      | 社会福利大厦 | 发电厂           |
| 7路      | 社会福利大厦 | 军港             |
| 8路      | 火车站北广场 | 宏大医院         |
| 9路      | 外滩公园     | 东兴城公园       |
| 9路      | 外滩公园     | 乌苏里江药业东门 |
| 10路     | 珍珠岩厂     | 万达广场         |
| 11路     | 第二中学     | 万兴华城         |
| 12路     | 康居嘉园     | 康居嘉园         |
| 13路     | 长安桥       | 东兴城公园       |
| 14路     | 锅炉厂       | 百隆商场         |
| 15路     | 新丰村       | 长青楼           |
| 16路     | 百货大楼西门 | 东兴城公园       |
| 18路     | 火车站北广场 | 栋梁街口         |
| 19路     | 佳西客运站   | 铁路二小区北门   |
| 19路     | 新丰村       | 铁路二小区北门   |
| 20路     | 第四中学     | 宏伟街口         |
| 21路     | 百货大楼西门 | 铁路钢厂         |
| 22路     | 外滩公园     | 新丰村           |
| 23路     | 康居嘉园     | 政务服务中心     |
| 28路     | 第十六小学   | 知青广场         |
| 29路     | 金港湾       | 万达广场         |
| 30路     | 我的家       | 沿江乡           |
| 31路     | 第四中学     | 社会福利大厦     |
| 101路    | 火车站北广场 | 监理站           |
| 102路    | 商业城       | 草帽村           |
| 103路    | 商业城       | 民胜村           |

## 名胜
国家级自然保护区：
- 黑龙江三江自然保护区（国际重要湿地名录）
- 黑龙江洪河自然保护区（国际重要湿地名录）
- 黑龙江八岔岛自然保护区

国家森林公园：
- 大亮子河国家森林公园
- 街津山国家森林公园
- 富锦五顶山国家森林公园

全国重点文物保护单位
- 三江平原汉魏时期遗址
- 瓦里霍吞城址
- 桃温万户府故城
- 莽吉塔站故城

## 教育
普通本科院校：
- 佳木斯大学
- 黑龙江中医药大学佳木斯学院

高职（专科）院校（全国共1105所）：
- 佳木斯职业学院
- 黑龙江农业职业技术学院

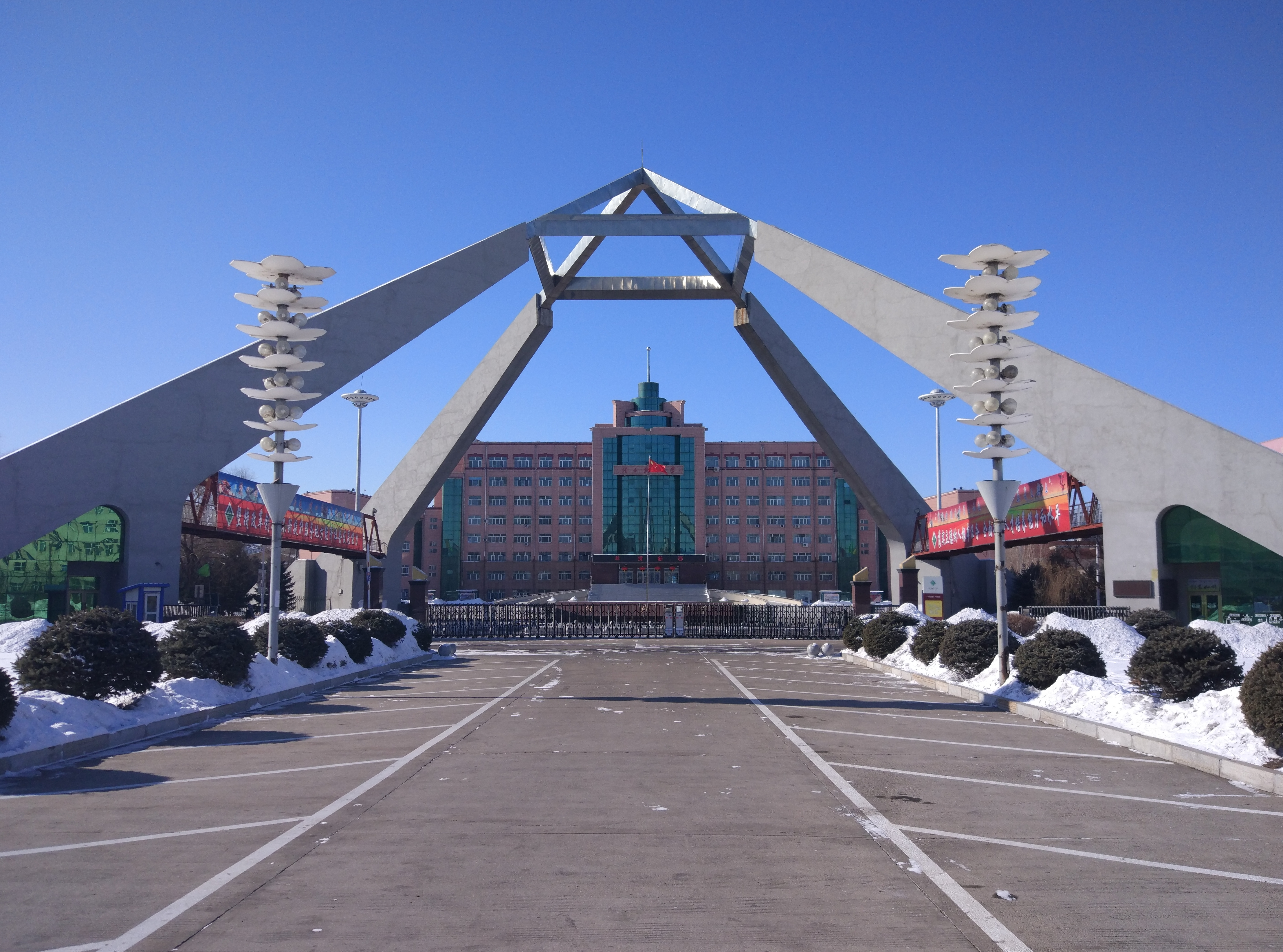
佳木斯大学天桥与主楼

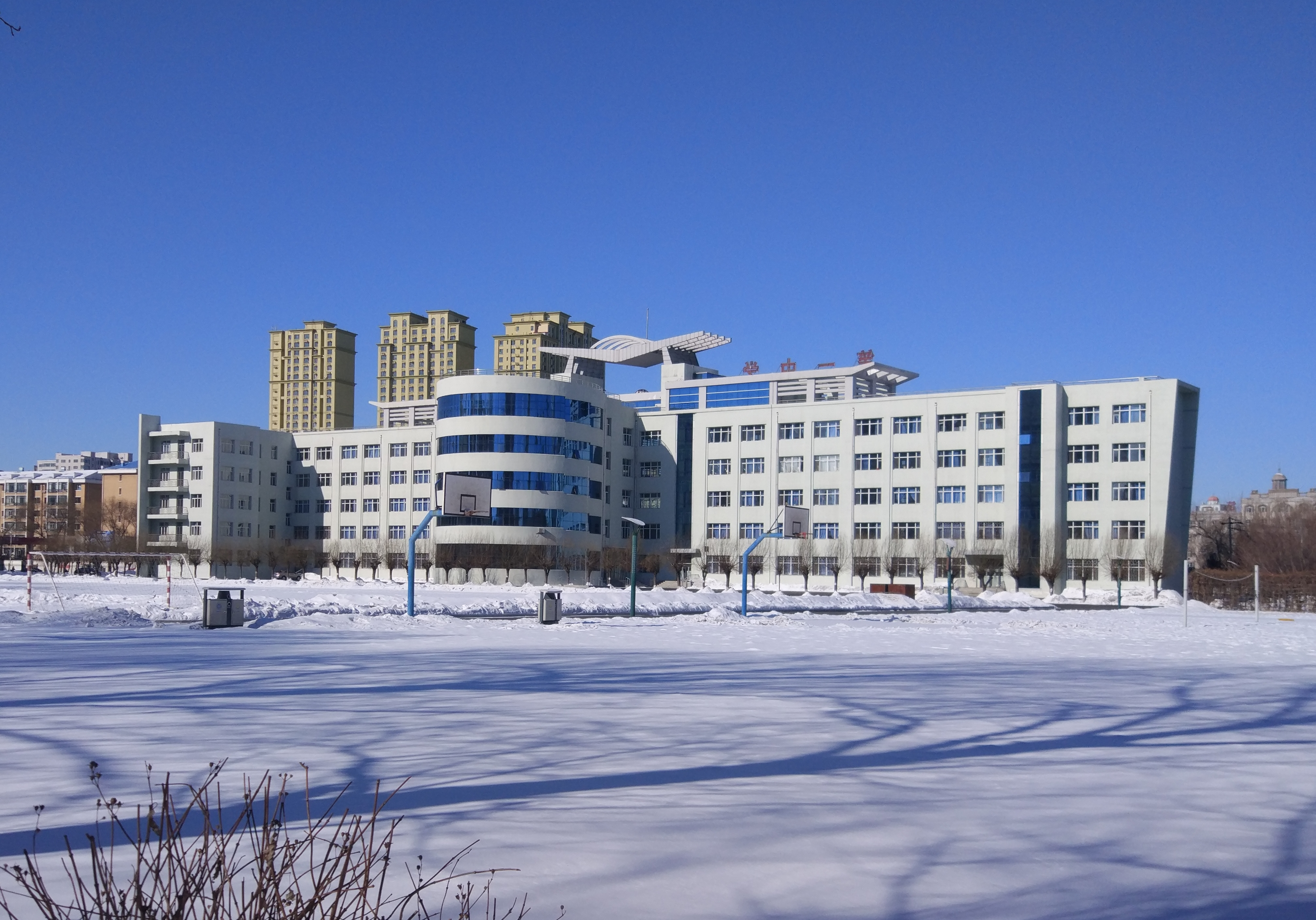
佳木斯市第一中学第二校区教学楼

- 黑龙江三江美术职业学院：（在北京与哈尔滨分别设有分院）

普通高中：
- 佳木斯市第一中学（省重点高中）

佳木斯市第一中学为佳木斯市教学质量最高的高中学府，曾经在2004至2009年产生六名省状元
- 佳木斯市第二中学（省重点高中）
- 佳木斯市第十一中学（市重点高中）
- 佳木斯市农恳总局高中（现称佳木斯市实验中学）
- 佳木斯市第八中学
- 佳木斯市第七中学
- 佳木斯大学附属中学
- 佳木斯松北高中

## 象徵
- 市花：杏花
- 市樹：杏树
- 市鳥：东方白鹳

## 友好城市
- 日本 山梨县 韭崎市[16]（1984年10月10日）
- 新南威尔士州 肖尔黑文市[17]（1987年4月2日）
- 俄羅斯 哈巴罗夫斯克边疆区 阿穆尔河畔共青城市[18]（1994年6月11日）
- 義大利 坎帕尼亚大区 阿维利诺省 [19]（2011年6月27日）
- 江原道 东海市 [20]（2011年10月6日）